# Xenortholitha geminifera
Xenortholitha geminifera är en fjärilsart som beskrevs av Louis Beethoven Prout. Xenortholitha geminifera ingår i släktet Xenortholitha och familjen mätare. Inga underarter finns listade i Catalogue of Life.